# Robin Lenk
Robin Lenk (* 27. März 1984 in Erlabrunn) ist ein ehemaliger deutscher Fußballspieler und heutiger -trainer.

## Karriere als Spieler
Lenk spielte ab 1989 für den FC Karl-Marx-Stadt, der 1990 in Chemnitzer FC umbenannt wurde, und wurde ab der Saison 2002/03 für dessen Herrenmannschaft in der drittklassigen Regionalliga eingesetzt. Nach dem Abstieg 2006 in die Oberliga Nordost wechselte Lenk zur zweiten Mannschaft des 1. FC Kaiserslautern in die Regionalliga Süd. Im letzten Spiel der Saison 2006/07 erlitt er einen Kreuzbandriss und musste daher eine längere Zeit pausieren. In der Saison 2008/09 stand er in der neugegründeten 3. Liga für den FC Erzgebirge Aue und dessen zweite Mannschaft auf dem Platz. Nachdem im Mai 2009 sein Kreuzband erneut gerissen war, beendete er 2010 seine Karriere als Profifußballer.

## Karriere als Trainer
Ab 2010 machte Lenk eine Trainerausbildung und arbeitete als Scout für den FC Erzgebirge. Im Sommer 2012 wurde er Trainerassistent der U-19-Mannschaft, im Frühjahr 2013 als Nachfolger des entlassenen Skerdilaid Curri Trainer der zweiten Mannschaft. Mit dieser verhinderte Lenk den Abstieg in die Sachsenliga. Nach der Auflösung der zweiten Mannschaft wurde er im Sommer 2015 Co-Trainer der ersten Mannschaft unter Cheftrainer Pavel Dotchev. In seiner ersten Saison als Co-Trainer sicherte er mit der Mannschaft einen Spieltag vor Saisonende den Aufstieg in die 2. Bundesliga.
Nachdem Dotchev am 27. Februar 2017 als Cheftrainer von Erzgebirge Aue zurückgetreten war, übernahm er interimsweise diese Aufgabe. Als Interimscoach betreute er die Mannschaft beim 2:2-Unentschieden gegen Arminia Bielefeld. Unter dessen Nachfolgern Domenico Tedesco und Thomas Letsch war er weiterhin als Co-Trainer tätig. Nachdem Letsch bereits nach drei Pflichtspielniederlagen zum Saisonauftakt am 14. August 2017 freigestellt worden war, übernahm erneut Lenk interimistisch die Leitung. Er betreute die Mannschaft bei den Spielen gegen Eintracht Braunschweig und den 1. FC Nürnberg und ist unter dem neuen Cheftrainer Hannes Drews weiterhin als Co-Trainer tätig. Nach dem Trainerwechsel von Hannes Drews zu Daniel Meyer blieb er bis zum 6. März 2019 weiterhin Co-Trainer.
Im Mai 2020 wurde er Co-Trainer von Joe Enochs beim Drittligisten FSV Zwickau. Anfang Februar 2023 trennte sich der Verein von Enochs, als man nach dem 21. Spieltag der Saison 2022/23 auf einem Abstiegsplatz stand. Lenk übernahm die Mannschaft daraufhin interimsweise. Er betreute die Mannschaft bei einer 0:4-Niederlage beim MSV Duisburg sowie bei einer 0:2-Niederlage gegen die SV Elversberg und rückte anschließend unter dem neuen Cheftrainer Ronny Thielemann wieder auf seine angestammte Position.